# Евстахий Люксёйский
Евста́хий (фр. Eustace; умер 2 апреля 629) — аббат монастыря Люксёй, святой (день памяти — 29 марта).
Ученик святого Колумбана, святой Евстахий в 613 году стал вторым после своего учителя настоятелем монастыря в Люксёе. Из стен этого монастыря, численность братии которого достигала в ту пору шести сотен, вышли многие святые.
Святой Евстахий был известен исцелениями слепых и душевнобольных.
Святой Евстахий посетил Баварию, где он вместе со святым Ажилем основал монастырь Вельтенбург.
Святой Евстахий участвовал в синоде в Маконе (626 или 627 год), на котором обсуждался спор между ним и монахом Агрестием о каноничности монастырских уставов Люксёйского аббатства.
Мощи святого Евстахия с 1921 года находятся в городе Ровиль-о-Шен. Святой Евстахий считается покровителем слепых, тружеников полей, скота. К нему обращаются в молитвах при бесновании.
Немецкая пословица: «Каков Евстахий (29 марта), такова и вся весна» (нем. Wie der Eustas, so der Frühling).